# Huns Within Our Gates
Huns Within Our Gates er en amerikansk stumfilm fra 1918.

## Medvirkende
- Derwent Hall Caine som Arthur Morgan
- Valda Valkyrien som Dorothy Waring
- Harry Robinson som Morgan
- Robin H. Townley som Eli Brown
- Bessie Wharton